# Tomarowka
Tomarowka (ros. Томаровка) – osiedle typu miejskiego położone w rejonie jakowlewskim, w obwodzie biełgorodzkim, w Rosji. W miejscowości znajduje się stacja kolejowa.